# Bandeira de Paysandú (departamento)
A Bandeira de Paysandú é um dos símbolos oficiais do Departamento de Paysandú, uma subdivisão do Uruguai. Foi criada por Silvio Giordano, que a desenhou baseando-se na bandeira de José Artigas de 1815. A bandeira foi içada pela primeira vez em 2 de junho de 1992.
Seu desenho consiste em um retângulo de proporção largura-comprimento de 2:3 dividido em sete faixas horizontais de diferentes tamanhos. A três superiores de mesma largura e estão nas cores azul, vermelho, azul. Há uma faixa central branca mais larga e três inferiores no mesmo padrão de largura e cores das três superiores. No centro da faixa branca há uma flor de maracujá roxa com dez pétalas e três pistilos vermelhos.

## Simbolismo
As cores da bandeira fazem alusão à bandeira de José Artigas, herói nacional uruguaio. A flor de maracujá, com seus três pistilos, representam as três "defesas de Paysandú", evento histórico ocorrido no território do departamento.